# Mondial Australian Women's Hardcourts 2007
Il Mondial Australian Women's Hardcourts 2007  è stato un torneo di tennis giocato sul cemento. È stata l'11ª edizione del Mondial Australian Women's Hardcourts,
che fa parte della categoria Tier III nell'ambito del WTA Tour 2007.
Si è giocato sulla Gold Coast dell'Australia, dal 31 dicembre 2006 al 6 gennaio 2007.

## Partecipanti WTA

### Teste di serie
| Nazionalità | Giocatore           | Ranking1 | Testa di serie |
| ----------- | ------------------- | -------- | -------------- |
| Svizzera    | Martina Hingis      | 7        | 1              |
| Russia      | Dinara Safina       | 11       | 2              |
| Serbia      | Ana Ivanović        | 14       | 3              |
| Germania    | Anna-Lena Grönefeld | 19       | 4              |
| Israele     | Shahar Peer         | 20       | 5              |
| Cina        | Li Na               | 21       | 6              |
| Slovenia    | Katarina Srebotnik  | 23       | 7              |
| Giappone    | Ai Sugiyama         | 26       | 8              |

- 1Ranking al 18 dicembre 2006

### Altre partecipanti
Giocatrici che hanno ricevuto una Wild card:
- Sophie Ferguson
- Shannon Golds
- Nicole Pratt

Giocatrici passate dalle qualificazioni:
- Juliana Fedak
- Vania King
- Roberta Vinci
- Sandra Záhlavová

## Campionesse

### Singolare
Dinara Safina ha battuto in finale  Martina Hingis con il punteggio di 6–3, 3–6, 7–5

### Doppio
Dinara Safina /  Katarina Srebotnik hanno battuto in finale  Iveta Benešová /  Galina Voskoboeva con il punteggio di 6–3, 6–4